# Volha Mazuronak
Volha Mazuronak (em bielorrusso:  Вольга Сяргееўна Мазуронак, Voĺha Siarhiejeŭna Mazuronak; nascida em 14 de abril de 1989) é uma corredora de meio-fundo e fundo bielorrussa e ex-competidora de marcha atlética . Ela é tricampeã nacional. Mazuronak tem seu melhor resultado de maratona de 2:23:54 e chegou em quarto lugar na Maratona de Londres em 2016. Ela ganhou maratonas na Sibéria e na Califórnia e conquistou medalha de prata na pista nos Jogos Mundiais Militares de 2015.
Ela chegou em quinto lugar na maratona feminina nos Jogos Olímpicos de 2016. Em 2018, Mazuronak venceu a maratona do Campeonato Europeu de Atletismo, apesar de um sangramento nasal e de seguir a rota incorreta nas últimas centenas de metros.

## Melhores pessoais
- 5.000 metros - 15: 35,21 min (2015)
- 10.000 metros - 32: 31,15 min (2014)
- Meia maratona - 72:02 min (2015)
- Maratona - 2:23:54 horas (2016)

## Competições internacionais
| Ano  | Competição                        | Local                  | Posição | Evento             | Notas                |
| ---- | --------------------------------- | ---------------------- | ------- | ------------------ | -------------------- |
| 2005 | World Cross Country Championships | Saint-Galmier, France  | 100th   | Junior race        | 25:10                |
| 2005 | World Cross Country Championships | Saint-Galmier, France  | 17th    | Junior team        | 376 pts              |
| 2005 | World Youth Championships         | Marrakesh, Morocco     | 4th     | 5000 m track walk  | 22:52.06             |
| 2005 | European Race Walking Cup         | Miskolc, Hungary       | —       | 10 km junior       | Predefinição:AthAbbr |
| 2006 | World Race Walking Cup            | A Coruña, Spain        | 4th     | 10 km junior       | 47:40                |
| 2006 | World Race Walking Cup            | A Coruña, Spain        | 3rd     | Junior team        | 15 pts               |
| 2006 | World Junior Championships        | Beijing, China         | 5th     | 10,000 m walk      | 47:37.11             |
| 2012 | European Cup 10000m               | Bilbao, Spain          | 32nd    | 10,000 m           | 34:27.86             |
| 2013 | Universiade                       | Kazan, Russia          | 14th    | Half marathon      | 1:17:07              |
| 2014 | European Team Championships       | Tallinn, Estonia       | 3rd     | 5000 m             | 15:35.44             |
| 2014 | European Championships            | Zürich, Switzerland,   | 7th     | 10,000 m           | 32:31.15             |
| 2015 | European Team Championships       | Cheboksary, Russia     | 2nd     | 5000 m             | 15:51.89             |
| 2015 | Military World Games              | Mungyeong, South Korea | 2nd     | 5000 m             | 15:35.21             |
| 2016 | Olympic Games                     | Rio de Janeiro, Brazil | 5th     | Marathon           | 2:24:48              |
| 2018 | European Championships            | Berlin, Germany        | 1st     | Marathon           | 2:26:22              |
| 2019 | Hong Kong Marathon                | Hong Kong              | 1st     | Hong Kong Marathon | 2:26:13              |
| 2019 | World Athletics Championships     | Doha, Catar            | 5th     | Marathon           | 2:36:21              |

## Títulos nacionais
- Campeonato Belarusso de Atletismo
  - 5000 m: 2013
  - 10.000 m: 2013, 2014

## Vitórias em corridas de rua
- Meia Maratona de Varsóvia : 2012
- Dêbno Marathon : 2012
- Maratona Internacional da Sibéria : 2012
- Bieg Lwa: 2013
- Bieg Papieski: 2014
- Meia Maratona de Walbrzych: 2014
- Maratona Internacional da Califórnia : 2014
- Meia Maratona de Minsk : 2015
- Maratona de Düsseldorf : 2018